# Сакеллариу, Михаил
Михаил Василеу Сакеллариу (греч. Μιχαήλ Βασιλείου Σακελλαρίου, 14 февраля 1912, Патры — 16 августа 2014, Афины) — греческий историк, академик и президент Афинской академии. Автор многочисленных монографий по античной и новой истории на французском, английском и греческом языках.

## Биография
Сакеллариу родился в Патрах, учился в философской школе Афинского университета, доктор философии Фессалоникского университета (1939). Первая книга Сакеллариу («Пелопоннес во время второго турецкого владычества», 1939), рассматривавшая экономический фактор в качестве причины Греческой революции, вызвала гневную реакцию филолога Э. Кирицопула, который обвинил автора в склонности к историческому материализму. По отзыву профессора П. Китромилидиса, в результате историография нового времени лишилась молодого перспективного исследователя, но его приобрела историография античности.
Несколько лет Сакеллариу прожил во Франции, учился в Сорбонне и Коллеж де Франс. Защитил во Франции докторскую диссертацию (1956) о древних миграциях в Ионию. Работал во Французском фонде научных исследований (CNRS) в 1951—1954 годах и в Центре малоазийских исследований (1954—1959).
С 1960 года был профессором древней истории университета Салоник, в 1967 году после установления в Греции диктатуры был снят с этого поста. В 1970—1975 годах преподавал во Франции, в университете Лиона-II.
После падения диктатуры занимал ряд административных постов: основатель и директор Центра греческих и римских древностей (1979—1992), президент Греческого фонда культуры (1993—1995), президент Центра малоазийских исследований.
Член Афинской академии (с 1982 года), в 1992 году её президент (избираемый ежегодно); член академии Линчеи, академии Понтаниана, академии надписей и изящной словесности.
Один из главных редакторов изданного ЮНЕСКО второго тома семитомной «Истории человечества» (1996, рус. пер. 2003).
Продолжал активно работать до глубокой старости. Скончался в Афинах на сто третьем году жизни.

## Идеи и мнения
В монографии «Греческая миграция в Ионию» (1958), последовательно анализируя данные по каждому полису, Сакеллариу приходит к выводу о сложном племенном составе переселенцев, не сводимом к ионийцам.
По его данным, сведения об ионийском происхождении предсказуемо обнаруживаются практически везде, эолийские следы — в Мелии, Фокее и на Хиосе, возможно также на Самосе и в Эрифрах. Кроме того, автор предполагает наличие следов миграций из Западной Греции: молоссов; афаманов на Теосе, магнетов в Магнесии; а также наличие негреческих элементов — фракийцев и абантов на Хиосе.
Рецензент Ш. Пикар назвал книгу концентрированной и прилежной, выполненной в учёной манере архивиста.
В двухтомной монографии «Греческие народности бронзового века» (2009) Сакеллариу последовательно рассматривает данные о 25 архаических этнонимах.
Написанные по-английски монографии анализируют понятие греческого полиса (1989) и сохранение исторической традиции о ранней колонизации (1990).

## Сочинения
На французском языке:
- La migration grecque en Ionie (Paris, 1958)
- Peuples prehelleniques d’origine indo-europeenne (1977)
- Le peuplement de la Grèce et de bassin Égéen aux hautes époques. III. Les proto-grecs. Athenon, 1980. 288 p.
- Ethné grecs a l' age du bronze (2 t., Athens, 2009) (ΜΕΛΕΤΗΜΑΤΑ. 47)
  - I. Introduction. Abantes-Epeens. 444 p.
  - II. Etoliens-Thessaliens. Conclusions. 445—850 p.

На английском языке:
- The Polis-State. Definition and Origin. Athens, 1989. 510 p. (ΜΕΛΕΤΗΜΑΤΑ. 4)
  - Новогреческий перевод: Πόλις, ένας τύπος αρχαίου ελληνικού κράτους (1999).
- Between Memory and Oblivion. The Transmission of Early Greek Historical Traditions. Athens, 1990. 267 p. (ΜΕΛΕΤΗΜΑΤΑ. 12)

На новогреческом языке:
- Η Πελοπόννησος κατά την δευτέραν τουρκοκρατίαν (1715—1821). (πρώτη έκδοση Aθήνα 1939; νέα έκδοση: Ηρόδοτος 2012)
- H Aθηναϊκή δημοκρατία (Hράκλειο 1999, 2000, 2004)
- Θέματα νέας ελληνικής ιστορίας (2011, δύο τόμοι).
- Η απόβαση του Ιμπραήμ στην Πελοπόννησο καταλύτης για την αποδιοργάνωση της Ελληνικής Επανάστασης (Высадка Ибрагима на Пелопоннесе и неудачи греческой революции) (Πανεπιστημιακές Εκδόσεις Κρήτης, 2012)
- Ένας συνταγματικός δημοκράτης ηγέτης κατά την επανάσταση του '21 (Πανεπιστημιακές Εκδόσεις Κρήτης, 2014)